# Sahasrara

Sahasrara

Sahasrara (tiếng Phạn: सहस्रार, IAST: Sahasrāra, tiếng Anh: "thousand-petaled") hoặc luân xa vương miện thường được coi là luân xa chính thứ bảy, theo hầu hết các truyền thống yoga Mật tông.

## Miêu tả

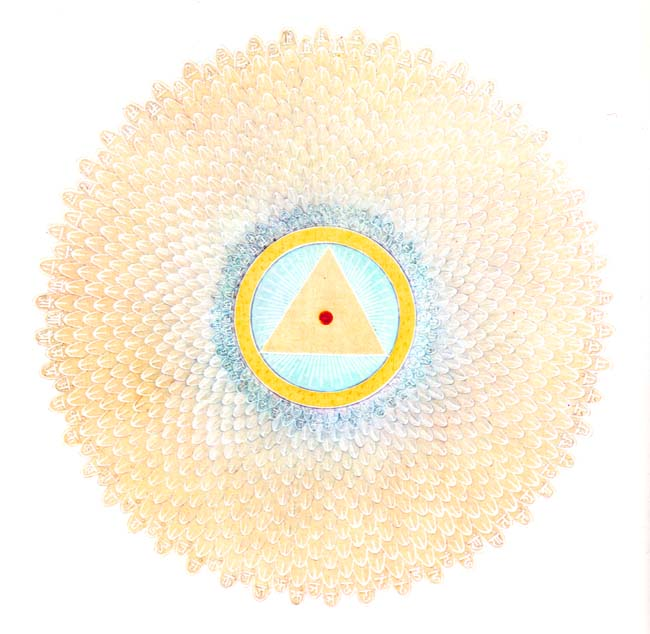
Hình ảnh một Luân xa Sahasrara với 1000 cánh hoa, trong 20 lớp, mỗi lớp gồm 50 cánh hoa.

### Bề ngoài
Sahasrara được mô tả là một bông hoa sen với 1.000 cánh hoa có màu sắc khác nhau. Những cánh hoa này được sắp xếp thành 20 lớp, mỗi lớp với khoảng 50 cánh hoa. Màng ngoài có màu vàng và bên trong nó là một vùng mặt trăng tròn được khắc một hình tam giác phát sáng, có thể hướng lên hoặc hướng xuống.

## Chức năng
Thường được gọi là hoa sen ngàn cánh, nó được cho là luân xa tinh tế nhất trong hệ thống, liên quan đến ý thức thuần túy, và chính từ luân xa này mà tất cả các luân xa khác phát ra. Khi một người có thể nâng cao kundalini (năng lượng của ý thức) của mình đến điểm này, người đó sẽ được trải nghiệm trạng thái của Nirvikalpa Samādhi.

## Thực hành
Các bài tập cho Luân xa Sahasrāra là:
- Shirshāsana
- Vrikshāsana
- Khatu Pranam
- Hát OM
- Yoga Kriyā

Ngoài ra còn có các thiền định đặc biệt về Luân xa Sahasrāra.

## Các luân xa liên kết
Trong một số sơ đồ của các luân xa, thực sự có một số luân xa, tất cả đều liên quan chặt chẽ, trên đỉnh đầu. Nổi lên từ Ajna, chúng ta có luân xa Manas trên trán, có liên quan chặt chẽ với Ajna. Phía trên Manas có Bindu Visarga ở phía sau đầu; Mahanada; Nirvana, nằm trên vương miện; Guru; và Sahasrara thích hợp, nằm phía trên vương miện.